# HD171263
HD171263 — хімічно пекулярна зоря спектрального класу B8, що має видиму зоряну величину в смузі V приблизно  7,9.
Вона  розташована на відстані близько 729,7 світлових років від Сонця.

## Фізичні характеристики
Телескоп Гіппаркос зареєстрував фотометричну змінність  даної зорі з періодом    4,00 доби в межах від  Hmin= 7,84 до  Hmax= 7,77.

## Пекулярний хімічний склад
Зоряна атмосфера HD171263 має підвищений вміст 
Si
.